# ایسائو اوکانو
ایسائو اوکانو (انگلیسی: Isao Okano؛ زادهٔ ۲۰ ژانویهٔ ۱۹۴۴) جودوکار اهل ژاپن است.
وی در مسابقات کشوری و بین‌المللی در مجموع برندهٔ ۲ مدال طلا شده‌است.